# الجذامي

تعديل مصدري - تعديل

الجذامي هي إحدى قرى عزلة أحور بمديرية أحور التابعة لمحافظة أبين، بلغ تعداد سكانها 50 نسمة حسب تعداد اليمن لعام 2004.